# Liste des planètes mineures (115001-116000)
Voici la liste des planètes mineures numérotées de 115001 à 116000. Les planètes mineures sont numérotées lorsque leur orbite est confirmée, ce qui peut parfois se produire longtemps après leur découverte. Elles sont classées ici par leur numéro et donc approximativement par leur date de découverte.

## Planètes mineures 115001 à 116000

### 115001-115100
| Nom                 | Désignation provisoire | Date de la découverte | Découvreur                |
| ------------------- | ---------------------- | --------------------- | ------------------------- |
| (115001)            | 2003 QF75              | 24 août 2003          | LINEAR                    |
| (115002)            | 2003 QG75              | 24 août 2003          | LINEAR                    |
| (115003)            | 2003 QL75              | 24 août 2003          | LINEAR                    |
| (115004)            | 2003 QU76              | 24 août 2003          | LINEAR                    |
| (115005)            | 2003 QW77              | 24 août 2003          | LINEAR                    |
| (115006)            | 2003 QX77              | 24 août 2003          | LINEAR                    |
| (115007)            | 2003 QZ77              | 24 août 2003          | LINEAR                    |
| (115008)            | 2003 QC78              | 24 août 2003          | LINEAR                    |
| (115009)            | 2003 QF78              | 24 août 2003          | LINEAR                    |
| (115010)            | 2003 QS78              | 24 août 2003          | LINEAR                    |
| (115011)            | 2003 QY78              | 24 août 2003          | LINEAR                    |
| (115012)            | 2003 QF79              | 24 août 2003          | LINEAR                    |
| (115013)            | 2003 QG79              | 24 août 2003          | LINEAR                    |
| (115014)            | 2003 QL79              | 25 août 2003          | LINEAR                    |
| (115015) Chang Díaz | 2003 QX84              | 24 août 2003          | Buie, M. W.               |
| (115016)            | 2003 QQ87              | 25 août 2003          | LINEAR                    |
| (115017)            | 2003 QU88              | 25 août 2003          | LINEAR                    |
| (115018)            | 2003 QJ89              | 26 août 2003          | LINEAR                    |
| (115019)            | 2003 QS89              | 28 août 2003          | LINEAR                    |
| (115020)            | 2003 QQ90              | 28 août 2003          | LINEAR                    |
| (115021)            | 2003 QD92              | 28 août 2003          | NEAT                      |
| (115022)            | 2003 QK93              | 28 août 2003          | NEAT                      |
| (115023)            | 2003 QX94              | 29 août 2003          | NEAT                      |
| (115024)            | 2003 QP98              | 30 août 2003          | Spacewatch                |
| (115025)            | 2003 QC100             | 28 août 2003          | NEAT                      |
| (115026)            | 2003 QG101             | 28 août 2003          | NEAT                      |
| (115027)            | 2003 QV101             | 29 août 2003          | NEAT                      |
| (115028)            | 2003 QY102             | 31 août 2003          | Spacewatch                |
| (115029)            | 2003 QZ102             | 31 août 2003          | LINEAR                    |
| (115030)            | 2003 QS103             | 31 août 2003          | NEAT                      |
| (115031)            | 2003 QN104             | 28 août 2003          | LINEAR                    |
| (115032)            | 2003 QX104             | 29 août 2003          | NEAT                      |
| (115033)            | 2003 QC105             | 31 août 2003          | NEAT                      |
| (115034)            | 2003 QH105             | 31 août 2003          | NEAT                      |
| (115035)            | 2003 QU106             | 30 août 2003          | NEAT                      |
| (115036)            | 2003 QZ106             | 30 août 2003          | Spacewatch                |
| (115037)            | 2003 QJ108             | 31 août 2003          | LINEAR                    |
| (115038)            | 2003 QK108             | 31 août 2003          | LINEAR                    |
| (115039)            | 2003 QB109             | 31 août 2003          | LINEAR                    |
| (115040)            | 2003 QY110             | 31 août 2003          | LINEAR                    |
| (115041)            | 2003 QA111             | 31 août 2003          | LINEAR                    |
| (115042)            | 2003 QT112             | 20 août 2003          | LINEAR                    |
| (115043)            | 2003 RH                | 1er septembre 2003    | LINEAR                    |
| (115044)            | 2003 RQ                | 2 septembre 2003      | LINEAR                    |
| (115045)            | 2003 RB1               | 1er septembre 2003    | LINEAR                    |
| (115046)            | 2003 RV3               | 1er septembre 2003    | LINEAR                    |
| (115047)            | 2003 RH4               | 2 septembre 2003      | LINEAR                    |
| (115048)            | 2003 RU4               | 3 septembre 2003      | NEAT                      |
| (115049)            | 2003 RY4               | 3 septembre 2003      | NEAT                      |
| (115050)            | 2003 RS5               | 3 septembre 2003      | NEAT                      |
| (115051) Safaeinili | 2003 RC6               | 4 septembre 2003      | CINEOS                    |
| (115052)            | 2003 RD6               | 5 septembre 2003      | LINEAR                    |
| (115053)            | 2003 RP6               | 1er septembre 2003    | LINEAR                    |
| (115054)            | 2003 RR6               | 1er septembre 2003    | LINEAR                    |
| (115055)            | 2003 RU6               | 3 septembre 2003      | Crni Vrh                  |
| (115056)            | 2003 RZ6               | 4 septembre 2003      | LINEAR                    |
| (115057)            | 2003 RC7               | 4 septembre 2003      | LINEAR                    |
| (115058) Tassantal  | 2003 RH8               | 4 septembre 2003      | Sarneczky, K., Sipocz, B. |
| (115059) Nagykároly | 2003 RJ8               | 5 septembre 2003      | Sarneczky, K., Sipocz, B. |
| (115060)            | 2003 RD12              | 13 septembre 2003     | NEAT                      |
| (115061)            | 2003 RG13              | 14 septembre 2003     | NEAT                      |
| (115062)            | 2003 RT14              | 13 septembre 2003     | NEAT                      |
| (115063)            | 2003 RU14              | 14 septembre 2003     | NEAT                      |
| (115064)            | 2003 RZ14              | 14 septembre 2003     | NEAT                      |
| (115065)            | 2003 RN18              | 15 septembre 2003     | LONEOS                    |
| (115066)            | 2003 RH19              | 15 septembre 2003     | LONEOS                    |
| (115067)            | 2003 RQ19              | 15 septembre 2003     | LONEOS                    |
| (115068)            | 2003 RY20              | 15 septembre 2003     | LONEOS                    |
| (115069)            | 2003 RE21              | 15 septembre 2003     | LONEOS                    |
| (115070)            | 2003 RT21              | 13 septembre 2003     | NEAT                      |
| (115071)            | 2003 RG22              | 15 septembre 2003     | NEAT                      |
| (115072)            | 2003 RO22              | 15 septembre 2003     | NEAT                      |
| (115073)            | 2003 RO23              | 14 septembre 2003     | NEAT                      |
| (115074)            | 2003 RW23              | 14 septembre 2003     | NEAT                      |
| (115075)            | 2003 RA24              | 14 septembre 2003     | NEAT                      |
| (115076)            | 2003 RD24              | 15 septembre 2003     | LONEOS                    |
| (115077)            | 2003 RL25              | 15 septembre 2003     | NEAT                      |
| (115078)            | 2003 RJ26              | 3 septembre 2003      | NEAT                      |
| (115079)            | 2003 SA3               | 16 septembre 2003     | NEAT                      |
| (115080)            | 2003 SH3               | 16 septembre 2003     | NEAT                      |
| (115081)            | 2003 SQ3               | 16 septembre 2003     | Spacewatch                |
| (115082)            | 2003 SP6               | 17 septembre 2003     | Yeung, W. K. Y.           |
| (115083)            | 2003 SZ7               | 16 septembre 2003     | NEAT                      |
| (115084)            | 2003 SM9               | 17 septembre 2003     | Spacewatch                |
| (115085)            | 2003 SK11              | 16 septembre 2003     | Spacewatch                |
| (115086)            | 2003 SP11              | 16 septembre 2003     | Spacewatch                |
| (115087)            | 2003 SP13              | 16 septembre 2003     | Spacewatch                |
| (115088)            | 2003 SU13              | 16 septembre 2003     | Spacewatch                |
| (115089)            | 2003 SF14              | 17 septembre 2003     | Spacewatch                |
| (115090)            | 2003 SM14              | 17 septembre 2003     | Spacewatch                |
| (115091)            | 2003 SB15              | 17 septembre 2003     | Spacewatch                |
| (115092)            | 2003 SH15              | 16 septembre 2003     | Spacewatch                |
| (115093)            | 2003 SQ16              | 17 septembre 2003     | Tucker, R. A.             |
| (115094)            | 2003 SZ16              | 17 septembre 2003     | Spacewatch                |
| (115095)            | 2003 SB17              | 17 septembre 2003     | Spacewatch                |
| (115096)            | 2003 SW17              | 17 septembre 2003     | Spacewatch                |
| (115097)            | 2003 SK18              | 16 septembre 2003     | LINEAR                    |
| (115098)            | 2003 SN18              | 16 septembre 2003     | Spacewatch                |
| (115099)            | 2003 SA22              | 16 septembre 2003     | Spacewatch                |
| (115100)            | 2003 SY22              | 16 septembre 2003     | NEAT                      |

### 115101-115200
| Nom      | Désignation provisoire | Date de la découverte | Découvreur      |
| -------- | ---------------------- | --------------------- | --------------- |
| (115101) | 2003 SD23              | 16 septembre 2003     | NEAT            |
| (115102) | 2003 SP24              | 17 septembre 2003     | LINEAR          |
| (115103) | 2003 SK25              | 17 septembre 2003     | Spacewatch      |
| (115104) | 2003 SW25              | 17 septembre 2003     | NEAT            |
| (115105) | 2003 SQ26              | 17 septembre 2003     | NEAT            |
| (115106) | 2003 SF27              | 18 septembre 2003     | LINEAR          |
| (115107) | 2003 ST30              | 18 septembre 2003     | Spacewatch      |
| (115108) | 2003 SA31              | 18 septembre 2003     | NEAT            |
| (115109) | 2003 SK32              | 17 septembre 2003     | NEAT            |
| (115110) | 2003 SR33              | 18 septembre 2003     | LINEAR          |
| (115111) | 2003 ST35              | 16 septembre 2003     | Spacewatch      |
| (115112) | 2003 SQ37              | 16 septembre 2003     | NEAT            |
| (115113) | 2003 SN38              | 16 septembre 2003     | NEAT            |
| (115114) | 2003 SB39              | 16 septembre 2003     | NEAT            |
| (115115) | 2003 SX39              | 16 septembre 2003     | NEAT            |
| (115116) | 2003 SE40              | 16 septembre 2003     | NEAT            |
| (115117) | 2003 SQ41              | 18 septembre 2003     | NEAT            |
| (115118) | 2003 SB44              | 16 septembre 2003     | LONEOS          |
| (115119) | 2003 SP44              | 16 septembre 2003     | LONEOS          |
| (115120) | 2003 SV44              | 16 septembre 2003     | LONEOS          |
| (115121) | 2003 SP46              | 16 septembre 2003     | LONEOS          |
| (115122) | 2003 SQ46              | 16 septembre 2003     | LONEOS          |
| (115123) | 2003 SR47              | 18 septembre 2003     | NEAT            |
| (115124) | 2003 ST47              | 18 septembre 2003     | NEAT            |
| (115125) | 2003 SA48              | 18 septembre 2003     | NEAT            |
| (115126) | 2003 SC49              | 18 septembre 2003     | NEAT            |
| (115127) | 2003 SJ49              | 18 septembre 2003     | NEAT            |
| (115128) | 2003 SC51              | 18 septembre 2003     | NEAT            |
| (115129) | 2003 SL52              | 18 septembre 2003     | NEAT            |
| (115130) | 2003 SV52              | 19 septembre 2003     | NEAT            |
| (115131) | 2003 SB53              | 19 septembre 2003     | NEAT            |
| (115132) | 2003 SM53              | 16 septembre 2003     | Spacewatch      |
| (115133) | 2003 SN53              | 16 septembre 2003     | LINEAR          |
| (115134) | 2003 SW55              | 16 septembre 2003     | LONEOS          |
| (115135) | 2003 SK57              | 16 septembre 2003     | Spacewatch      |
| (115136) | 2003 SN57              | 16 septembre 2003     | Spacewatch      |
| (115137) | 2003 SX57              | 16 septembre 2003     | Spacewatch      |
| (115138) | 2003 SE58              | 17 septembre 2003     | LONEOS          |
| (115139) | 2003 SB59              | 17 septembre 2003     | LONEOS          |
| (115140) | 2003 SE59              | 17 septembre 2003     | LONEOS          |
| (115141) | 2003 SZ61              | 17 septembre 2003     | LINEAR          |
| (115142) | 2003 SM64              | 18 septembre 2003     | CINEOS          |
| (115143) | 2003 SO64              | 18 septembre 2003     | CINEOS          |
| (115144) | 2003 SQ64              | 18 septembre 2003     | CINEOS          |
| (115145) | 2003 SD65              | 18 septembre 2003     | CINEOS          |
| (115146) | 2003 SK66              | 18 septembre 2003     | CINEOS          |
| (115147) | 2003 SU66              | 19 septembre 2003     | CINEOS          |
| (115148) | 2003 SZ66              | 19 septembre 2003     | CINEOS          |
| (115149) | 2003 SA67              | 19 septembre 2003     | LINEAR          |
| (115150) | 2003 SH67              | 19 septembre 2003     | LINEAR          |
| (115151) | 2003 SP67              | 19 septembre 2003     | LINEAR          |
| (115152) | 2003 SA68              | 17 septembre 2003     | Yeung, W. K. Y. |
| (115153) | 2003 SB69              | 17 septembre 2003     | Spacewatch      |
| (115154) | 2003 SN70              | 17 septembre 2003     | Spacewatch      |
| (115155) | 2003 SJ71              | 18 septembre 2003     | Spacewatch      |
| (115156) | 2003 SR71              | 18 septembre 2003     | Spacewatch      |
| (115157) | 2003 SG73              | 18 septembre 2003     | Spacewatch      |
| (115158) | 2003 SA74              | 18 septembre 2003     | Spacewatch      |
| (115159) | 2003 SP75              | 18 septembre 2003     | Spacewatch      |
| (115160) | 2003 SF76              | 18 septembre 2003     | Spacewatch      |
| (115161) | 2003 SH76              | 18 septembre 2003     | Spacewatch      |
| (115162) | 2003 SL76              | 18 septembre 2003     | Spacewatch      |
| (115163) | 2003 SN76              | 18 septembre 2003     | Spacewatch      |
| (115164) | 2003 SJ80              | 19 septembre 2003     | Spacewatch      |
| (115165) | 2003 SL80              | 19 septembre 2003     | Spacewatch      |
| (115166) | 2003 SM80              | 19 septembre 2003     | Spacewatch      |
| (115167) | 2003 SR80              | 19 septembre 2003     | Spacewatch      |
| (115168) | 2003 SV80              | 19 septembre 2003     | NEAT            |
| (115169) | 2003 SW80              | 19 septembre 2003     | Spacewatch      |
| (115170) | 2003 SF81              | 19 septembre 2003     | Spacewatch      |
| (115171) | 2003 SS81              | 19 septembre 2003     | NEAT            |
| (115172) | 2003 SN82              | 18 septembre 2003     | LINEAR          |
| (115173) | 2003 SW83              | 18 septembre 2003     | NEAT            |
| (115174) | 2003 SA87              | 17 septembre 2003     | LINEAR          |
| (115175) | 2003 SG87              | 17 septembre 2003     | LINEAR          |
| (115176) | 2003 SN87              | 17 septembre 2003     | LINEAR          |
| (115177) | 2003 ST87              | 17 septembre 2003     | NEAT            |
| (115178) | 2003 SO88              | 18 septembre 2003     | LONEOS          |
| (115179) | 2003 SX89              | 18 septembre 2003     | NEAT            |
| (115180) | 2003 SM90              | 18 septembre 2003     | LINEAR          |
| (115181) | 2003 SX91              | 18 septembre 2003     | NEAT            |
| (115182) | 2003 ST92              | 18 septembre 2003     | Spacewatch      |
| (115183) | 2003 SO94              | 19 septembre 2003     | CINEOS          |
| (115184) | 2003 SO95              | 19 septembre 2003     | NEAT            |
| (115185) | 2003 SD97              | 19 septembre 2003     | LINEAR          |
| (115186) | 2003 SB98              | 19 septembre 2003     | LINEAR          |
| (115187) | 2003 SD103             | 20 septembre 2003     | LINEAR          |
| (115188) | 2003 SP103             | 20 septembre 2003     | LINEAR          |
| (115189) | 2003 SY103             | 20 septembre 2003     | LINEAR          |
| (115190) | 2003 SW105             | 20 septembre 2003     | NEAT            |
| (115191) | 2003 SZ105             | 20 septembre 2003     | NEAT            |
| (115192) | 2003 SO106             | 20 septembre 2003     | Farpoint        |
| (115193) | 2003 SA107             | 20 septembre 2003     | NEAT            |
| (115194) | 2003 SF107             | 20 septembre 2003     | NEAT            |
| (115195) | 2003 SJ108             | 20 septembre 2003     | NEAT            |
| (115196) | 2003 SB109             | 20 septembre 2003     | Spacewatch      |
| (115197) | 2003 SH109             | 20 septembre 2003     | Spacewatch      |
| (115198) | 2003 SQ110             | 20 septembre 2003     | NEAT            |
| (115199) | 2003 SR110             | 20 septembre 2003     | NEAT            |
| (115200) | 2003 SV110             | 20 septembre 2003     | NEAT            |

### 115201-115300
| Nom                | Désignation provisoire | Date de la découverte | Découvreur                |
| ------------------ | ---------------------- | --------------------- | ------------------------- |
| (115201)           | 2003 SM111             | 19 septembre 2003     | NEAT                      |
| (115202)           | 2003 ST111             | 18 septembre 2003     | LINEAR                    |
| (115203)           | 2003 SJ116             | 16 septembre 2003     | LINEAR                    |
| (115204)           | 2003 SV116             | 16 septembre 2003     | NEAT                      |
| (115205)           | 2003 SZ117             | 16 septembre 2003     | NEAT                      |
| (115206)           | 2003 SD118             | 16 septembre 2003     | NEAT                      |
| (115207)           | 2003 SJ119             | 17 septembre 2003     | LONEOS                    |
| (115208)           | 2003 SM120             | 17 septembre 2003     | Spacewatch                |
| (115209)           | 2003 SL124             | 18 septembre 2003     | NEAT                      |
| (115210) Mutvicens | 2003 SY124             | 19 septembre 2003     | OAM                       |
| (115211)           | 2003 SS125             | 19 septembre 2003     | LINEAR                    |
| (115212)           | 2003 SW125             | 19 septembre 2003     | LINEAR                    |
| (115213)           | 2003 SR126             | 19 septembre 2003     | NEAT                      |
| (115214)           | 2003 SH128             | 20 septembre 2003     | LINEAR                    |
| (115215)           | 2003 SX128             | 20 septembre 2003     | NEAT                      |
| (115216)           | 2003 SZ129             | 20 septembre 2003     | LINEAR                    |
| (115217)           | 2003 SP138             | 20 septembre 2003     | NEAT                      |
| (115218)           | 2003 SF140             | 19 septembre 2003     | CINEOS                    |
| (115219)           | 2003 SJ140             | 19 septembre 2003     | LINEAR                    |
| (115220)           | 2003 ST140             | 19 septembre 2003     | NEAT                      |
| (115221)           | 2003 SH141             | 19 septembre 2003     | NEAT                      |
| (115222)           | 2003 SK142             | 20 septembre 2003     | NEAT                      |
| (115223)           | 2003 SM142             | 20 septembre 2003     | LINEAR                    |
| (115224)           | 2003 SR142             | 20 septembre 2003     | LINEAR                    |
| (115225)           | 2003 SW142             | 20 septembre 2003     | LINEAR                    |
| (115226)           | 2003 SA143             | 20 septembre 2003     | LINEAR                    |
| (115227)           | 2003 SB143             | 20 septembre 2003     | LINEAR                    |
| (115228)           | 2003 SL143             | 20 septembre 2003     | NEAT                      |
| (115229)           | 2003 SS143             | 21 septembre 2003     | LINEAR                    |
| (115230)           | 2003 ST143             | 21 septembre 2003     | LINEAR                    |
| (115231)           | 2003 SV143             | 21 septembre 2003     | LINEAR                    |
| (115232)           | 2003 SE145             | 19 septembre 2003     | NEAT                      |
| (115233)           | 2003 SH145             | 20 septembre 2003     | CINEOS                    |
| (115234)           | 2003 SV145             | 20 septembre 2003     | NEAT                      |
| (115235)           | 2003 SA146             | 20 septembre 2003     | NEAT                      |
| (115236)           | 2003 SS146             | 20 septembre 2003     | NEAT                      |
| (115237)           | 2003 SG147             | 20 septembre 2003     | NEAT                      |
| (115238)           | 2003 SQ147             | 21 septembre 2003     | Spacewatch                |
| (115239)           | 2003 SS147             | 21 septembre 2003     | Spacewatch                |
| (115240)           | 2003 SC148             | 16 septembre 2003     | LINEAR                    |
| (115241)           | 2003 SZ149             | 17 septembre 2003     | LINEAR                    |
| (115242)           | 2003 SX151             | 18 septembre 2003     | Spacewatch                |
| (115243)           | 2003 SC152             | 19 septembre 2003     | LONEOS                    |
| (115244)           | 2003 SL152             | 19 septembre 2003     | LONEOS                    |
| (115245)           | 2003 SO152             | 19 septembre 2003     | LONEOS                    |
| (115246)           | 2003 SF153             | 19 septembre 2003     | LONEOS                    |
| (115247)           | 2003 SS155             | 19 septembre 2003     | LONEOS                    |
| (115248)           | 2003 ST155             | 19 septembre 2003     | LONEOS                    |
| (115249)           | 2003 SE156             | 19 septembre 2003     | LONEOS                    |
| (115250)           | 2003 SF156             | 19 septembre 2003     | LONEOS                    |
| (115251)           | 2003 SS156             | 19 septembre 2003     | LONEOS                    |
| (115252)           | 2003 SK157             | 19 septembre 2003     | LONEOS                    |
| (115253)           | 2003 SN157             | 19 septembre 2003     | LONEOS                    |
| (115254) Fényi     | 2003 SF158             | 22 septembre 2003     | Sarneczky, K., Sipocz, B. |
| (115255)           | 2003 SU160             | 16 septembre 2003     | Spacewatch                |
| (115256)           | 2003 SJ162             | 19 septembre 2003     | LINEAR                    |
| (115257)           | 2003 SO163             | 19 septembre 2003     | Spacewatch                |
| (115258)           | 2003 SD164             | 20 septembre 2003     | LONEOS                    |
| (115259)           | 2003 SK164             | 20 septembre 2003     | LONEOS                    |
| (115260)           | 2003 ST167             | 22 septembre 2003     | NEAT                      |
| (115261)           | 2003 SE169             | 23 septembre 2003     | NEAT                      |
| (115262)           | 2003 SB172             | 18 septembre 2003     | LINEAR                    |
| (115263)           | 2003 SN172             | 18 septembre 2003     | LINEAR                    |
| (115264)           | 2003 SW172             | 18 septembre 2003     | LINEAR                    |
| (115265)           | 2003 SC173             | 18 septembre 2003     | LINEAR                    |
| (115266)           | 2003 SG173             | 18 septembre 2003     | LINEAR                    |
| (115267)           | 2003 SE174             | 18 septembre 2003     | NEAT                      |
| (115268)           | 2003 SG177             | 18 septembre 2003     | NEAT                      |
| (115269)           | 2003 SP177             | 18 septembre 2003     | NEAT                      |
| (115270)           | 2003 SR179             | 19 septembre 2003     | LINEAR                    |
| (115271)           | 2003 SL180             | 19 septembre 2003     | Spacewatch                |
| (115272)           | 2003 SU181             | 20 septembre 2003     | LONEOS                    |
| (115273)           | 2003 SA182             | 20 septembre 2003     | LINEAR                    |
| (115274)           | 2003 SB182             | 20 septembre 2003     | LINEAR                    |
| (115275)           | 2003 SY182             | 21 septembre 2003     | Pla D'Arguines            |
| (115276)           | 2003 SY183             | 21 septembre 2003     | Spacewatch                |
| (115277)           | 2003 SS185             | 22 septembre 2003     | LONEOS                    |
| (115278)           | 2003 SN186             | 22 septembre 2003     | LONEOS                    |
| (115279)           | 2003 SL188             | 22 septembre 2003     | LONEOS                    |
| (115280)           | 2003 SM188             | 22 septembre 2003     | LONEOS                    |
| (115281)           | 2003 SK189             | 22 septembre 2003     | NEAT                      |
| (115282)           | 2003 SD190             | 24 septembre 2003     | NEAT                      |
| (115283)           | 2003 SV190             | 17 septembre 2003     | Spacewatch                |
| (115284)           | 2003 SO192             | 20 septembre 2003     | LINEAR                    |
| (115285)           | 2003 SB194             | 20 septembre 2003     | NEAT                      |
| (115286)           | 2003 ST194             | 20 septembre 2003     | NEAT                      |
| (115287)           | 2003 SU194             | 20 septembre 2003     | NEAT                      |
| (115288)           | 2003 SS195             | 20 septembre 2003     | Spacewatch                |
| (115289)           | 2003 ST195             | 20 septembre 2003     | Spacewatch                |
| (115290)           | 2003 SJ197             | 21 septembre 2003     | LONEOS                    |
| (115291)           | 2003 SA198             | 21 septembre 2003     | LONEOS                    |
| (115292)           | 2003 SM198             | 21 septembre 2003     | LONEOS                    |
| (115293)           | 2003 SV198             | 21 septembre 2003     | LONEOS                    |
| (115294)           | 2003 SB199             | 21 septembre 2003     | LONEOS                    |
| (115295)           | 2003 SB200             | 21 septembre 2003     | LONEOS                    |
| (115296)           | 2003 SK200             | 25 septembre 2003     | NEAT                      |
| (115297)           | 2003 SQ200             | 24 septembre 2003     | LINEAR                    |
| (115298)           | 2003 SS203             | 22 septembre 2003     | NEAT                      |
| (115299)           | 2003 SM204             | 22 septembre 2003     | LINEAR                    |
| (115300)           | 2003 SW204             | 22 septembre 2003     | LINEAR                    |

### 115301-115400
| Nom                 | Désignation provisoire | Date de la découverte | Découvreur                     |
| ------------------- | ---------------------- | --------------------- | ------------------------------ |
| (115301)            | 2003 SQ205             | 25 septembre 2003     | NEAT                           |
| (115302)            | 2003 SU206             | 26 septembre 2003     | LINEAR                         |
| (115303)            | 2003 SM207             | 26 septembre 2003     | LINEAR                         |
| (115304)            | 2003 SW207             | 26 septembre 2003     | LINEAR                         |
| (115305)            | 2003 SR209             | 24 septembre 2003     | Uppsala-DLR Asteroid Survey    |
| (115306)            | 2003 SN210             | 26 septembre 2003     | LINEAR                         |
| (115307)            | 2003 SO210             | 26 septembre 2003     | LINEAR                         |
| (115308)            | 2003 SC211             | 24 septembre 2003     | NEAT                           |
| (115309)            | 2003 SN211             | 25 septembre 2003     | NEAT                           |
| (115310)            | 2003 SR213             | 26 septembre 2003     | LINEAR                         |
| (115311)            | 2003 SH214             | 26 septembre 2003     | Yeung, W. K. Y.                |
| (115312) Whither    | 2003 SP215             | 19 septembre 2003     | Young, J. W.                   |
| (115313)            | 2003 SX215             | 25 septembre 2003     | NEAT                           |
| (115314)            | 2003 SY215             | 25 septembre 2003     | NEAT                           |
| (115315)            | 2003 SZ215             | 25 septembre 2003     | NEAT                           |
| (115316)            | 2003 SK216             | 26 septembre 2003     | LINEAR                         |
| (115317)            | 2003 SZ216             | 27 septembre 2003     | Yeung, W. K. Y.                |
| (115318)            | 2003 SJ217             | 27 septembre 2003     | Yeung, W. K. Y.                |
| (115319)            | 2003 SR218             | 28 septembre 2003     | Yeung, W. K. Y.                |
| (115320)            | 2003 SB219             | 19 septembre 2003     | NEAT                           |
| (115321)            | 2003 SK219             | 28 septembre 2003     | LINEAR                         |
| (115322)            | 2003 SM219             | 26 septembre 2003     | LINEAR                         |
| (115323)            | 2003 SO219             | 27 septembre 2003     | Yeung, W. K. Y.                |
| (115324)            | 2003 SP220             | 29 septembre 2003     | Yeung, W. K. Y.                |
| (115325)            | 2003 SQ220             | 29 septembre 2003     | Yeung, W. K. Y.                |
| (115326) Wehinger   | 2003 SC221             | 29 septembre 2003     | Healy, D.                      |
| (115327)            | 2003 SH222             | 27 septembre 2003     | Yeung, W. K. Y.                |
| (115328)            | 2003 SR222             | 28 septembre 2003     | Juels, C. W., Holvorcem, P. R. |
| (115329)            | 2003 SY222             | 27 septembre 2003     | Yeung, W. K. Y.                |
| (115330)            | 2003 SB224             | 22 septembre 2003     | LINEAR                         |
| (115331) Shrylmiles | 2003 SL224             | 29 septembre 2003     | Healy, D.                      |
| (115332)            | 2003 SR224             | 28 septembre 2003     | LONEOS                         |
| (115333)            | 2003 SV225             | 26 septembre 2003     | LINEAR                         |
| (115334)            | 2003 SX225             | 26 septembre 2003     | LINEAR                         |
| (115335)            | 2003 SZ225             | 26 septembre 2003     | LINEAR                         |
| (115336)            | 2003 SF226             | 26 septembre 2003     | LINEAR                         |
| (115337)            | 2003 SG226             | 26 septembre 2003     | LINEAR                         |
| (115338)            | 2003 SH226             | 26 septembre 2003     | LINEAR                         |
| (115339)            | 2003 SK226             | 26 septembre 2003     | LINEAR                         |
| (115340)            | 2003 SL226             | 26 septembre 2003     | LINEAR                         |
| (115341)            | 2003 SS226             | 26 septembre 2003     | LINEAR                         |
| (115342)            | 2003 SO227             | 27 septembre 2003     | LINEAR                         |
| (115343)            | 2003 SS228             | 26 septembre 2003     | LINEAR                         |
| (115344)            | 2003 SV228             | 26 septembre 2003     | LINEAR                         |
| (115345)            | 2003 SB229             | 27 septembre 2003     | Spacewatch                     |
| (115346)            | 2003 SY230             | 24 septembre 2003     | NEAT                           |
| (115347)            | 2003 SS232             | 24 septembre 2003     | NEAT                           |
| (115348)            | 2003 SW233             | 25 septembre 2003     | NEAT                           |
| (115349)            | 2003 SR234             | 25 septembre 2003     | NEAT                           |
| (115350)            | 2003 SW234             | 25 septembre 2003     | Crni Vrh                       |
| (115351)            | 2003 SA235             | 26 septembre 2003     | LINEAR                         |
| (115352)            | 2003 SX240             | 27 septembre 2003     | LINEAR                         |
| (115353)            | 2003 SJ244             | 25 septembre 2003     | NEAT                           |
| (115354)            | 2003 SW244             | 26 septembre 2003     | LINEAR                         |
| (115355)            | 2003 SQ246             | 26 septembre 2003     | LINEAR                         |
| (115356)            | 2003 SD247             | 26 septembre 2003     | LINEAR                         |
| (115357)            | 2003 SS249             | 26 septembre 2003     | LINEAR                         |
| (115358)            | 2003 SY249             | 26 septembre 2003     | LINEAR                         |
| (115359)            | 2003 SA250             | 26 septembre 2003     | LINEAR                         |
| (115360)            | 2003 SJ250             | 26 septembre 2003     | LINEAR                         |
| (115361)            | 2003 SL250             | 26 septembre 2003     | LINEAR                         |
| (115362)            | 2003 SN250             | 26 septembre 2003     | LINEAR                         |
| (115363)            | 2003 SZ250             | 26 septembre 2003     | LINEAR                         |
| (115364)            | 2003 SC251             | 26 septembre 2003     | LINEAR                         |
| (115365)            | 2003 SE251             | 26 septembre 2003     | LINEAR                         |
| (115366)            | 2003 SL251             | 26 septembre 2003     | LINEAR                         |
| (115367)            | 2003 SP251             | 26 septembre 2003     | LINEAR                         |
| (115368)            | 2003 SZ251             | 26 septembre 2003     | LINEAR                         |
| (115369)            | 2003 SS252             | 26 septembre 2003     | LINEAR                         |
| (115370)            | 2003 SX254             | 27 septembre 2003     | Spacewatch                     |
| (115371)            | 2003 SU255             | 27 septembre 2003     | Spacewatch                     |
| (115372)            | 2003 SA256             | 27 septembre 2003     | Spacewatch                     |
| (115373)            | 2003 SA259             | 28 septembre 2003     | Spacewatch                     |
| (115374)            | 2003 SC259             | 28 septembre 2003     | Spacewatch                     |
| (115375)            | 2003 SG259             | 28 septembre 2003     | Spacewatch                     |
| (115376)            | 2003 SH262             | 27 septembre 2003     | Spacewatch                     |
| (115377)            | 2003 SA270             | 24 septembre 2003     | NEAT                           |
| (115378)            | 2003 SO270             | 25 septembre 2003     | NEAT                           |
| (115379)            | 2003 SE271             | 25 septembre 2003     | NEAT                           |
| (115380)            | 2003 SJ271             | 25 septembre 2003     | NEAT                           |
| (115381)            | 2003 SV272             | 27 septembre 2003     | LINEAR                         |
| (115382)            | 2003 SD273             | 27 septembre 2003     | LINEAR                         |
| (115383)            | 2003 SF274             | 28 septembre 2003     | LONEOS                         |
| (115384)            | 2003 SG275             | 29 septembre 2003     | LINEAR                         |
| (115385)            | 2003 SH275             | 29 septembre 2003     | LINEAR                         |
| (115386)            | 2003 SP275             | 29 septembre 2003     | LINEAR                         |
| (115387)            | 2003 SY275             | 29 septembre 2003     | LINEAR                         |
| (115388)            | 2003 SN278             | 30 septembre 2003     | LINEAR                         |
| (115389)            | 2003 SU278             | 30 septembre 2003     | LINEAR                         |
| (115390)            | 2003 SR279             | 17 septembre 2003     | LINEAR                         |
| (115391)            | 2003 SG280             | 18 septembre 2003     | LINEAR                         |
| (115392)            | 2003 SM283             | 20 septembre 2003     | LINEAR                         |
| (115393)            | 2003 SW284             | 20 septembre 2003     | LINEAR                         |
| (115394)            | 2003 SA286             | 20 septembre 2003     | NEAT                           |
| (115395)            | 2003 SR286             | 21 septembre 2003     | NEAT                           |
| (115396)            | 2003 SA287             | 29 septembre 2003     | Spacewatch                     |
| (115397)            | 2003 SN288             | 28 septembre 2003     | LINEAR                         |
| (115398)            | 2003 SF290             | 28 septembre 2003     | LONEOS                         |
| (115399)            | 2003 SD291             | 29 septembre 2003     | LINEAR                         |
| (115400)            | 2003 SJ291             | 29 septembre 2003     | LINEAR                         |

### 115401-115500
| Nom                 | Désignation provisoire | Date de la découverte | Découvreur                  |
| ------------------- | ---------------------- | --------------------- | --------------------------- |
| (115401)            | 2003 SK291             | 29 septembre 2003     | LINEAR                      |
| (115402)            | 2003 SR291             | 30 septembre 2003     | LINEAR                      |
| (115403)            | 2003 SA292             | 30 septembre 2003     | LINEAR                      |
| (115404)            | 2003 SA293             | 27 septembre 2003     | LINEAR                      |
| (115405)            | 2003 SX293             | 28 septembre 2003     | LINEAR                      |
| (115406)            | 2003 SK294             | 28 septembre 2003     | LINEAR                      |
| (115407)            | 2003 ST294             | 28 septembre 2003     | LINEAR                      |
| (115408)            | 2003 SU294             | 28 septembre 2003     | LINEAR                      |
| (115409)            | 2003 SW294             | 28 septembre 2003     | LINEAR                      |
| (115410)            | 2003 SN296             | 29 septembre 2003     | LONEOS                      |
| (115411)            | 2003 SB297             | 16 septembre 2003     | NEAT                        |
| (115412)            | 2003 SN297             | 18 septembre 2003     | NEAT                        |
| (115413)            | 2003 SA299             | 29 septembre 2003     | LONEOS                      |
| (115414)            | 2003 SG299             | 29 septembre 2003     | LONEOS                      |
| (115415)            | 2003 SJ299             | 29 septembre 2003     | LONEOS                      |
| (115416)            | 2003 SP299             | 29 septembre 2003     | LINEAR                      |
| (115417)            | 2003 SR299             | 30 septembre 2003     | LINEAR                      |
| (115418)            | 2003 SY301             | 17 septembre 2003     | NEAT                        |
| (115419)            | 2003 SG305             | 17 septembre 2003     | NEAT                        |
| (115420)            | 2003 SJ306             | 30 septembre 2003     | LINEAR                      |
| (115421)            | 2003 SN306             | 30 septembre 2003     | LINEAR                      |
| (115422)            | 2003 SM307             | 26 septembre 2003     | LINEAR                      |
| (115423)            | 2003 SG308             | 28 septembre 2003     | LINEAR                      |
| (115424)            | 2003 SE310             | 28 septembre 2003     | LINEAR                      |
| (115425)            | 2003 SH310             | 28 septembre 2003     | LINEAR                      |
| (115426)            | 2003 SP311             | 29 septembre 2003     | LINEAR                      |
| (115427)            | 2003 SG312             | 30 septembre 2003     | Spacewatch                  |
| (115428)            | 2003 SH313             | 18 septembre 2003     | Tucker, R. A.               |
| (115429)            | 2003 SB315             | 17 septembre 2003     | LINEAR                      |
| (115430)            | 2003 SF315             | 26 septembre 2003     | NEAT                        |
| (115431)            | 2003 TJ1               | 4 octobre 2003        | McClusky, J. V.             |
| (115432)            | 2003 TQ2               | 1er octobre 2003      | Kessel, J. W.               |
| (115433)            | 2003 TS2               | 2 octobre 2003        | Kessel, J. W.               |
| (115434) Kellyfast  | 2003 TU2               | 5 octobre 2003        | Reddy, V.                   |
| (115435)            | 2003 TM4               | 6 octobre 2003        | LONEOS                      |
| (115436)            | 2003 TU4               | 1er octobre 2003      | Spacewatch                  |
| (115437)            | 2003 TG5               | 2 octobre 2003        | Spacewatch                  |
| (115438)            | 2003 TE6               | 1er octobre 2003      | LONEOS                      |
| (115439)            | 2003 TN6               | 1er octobre 2003      | LONEOS                      |
| (115440)            | 2003 TV6               | 1er octobre 2003      | LONEOS                      |
| (115441)            | 2003 TO7               | 1er octobre 2003      | LONEOS                      |
| (115442)            | 2003 TS7               | 1er octobre 2003      | LONEOS                      |
| (115443)            | 2003 TK8               | 2 octobre 2003        | LINEAR                      |
| (115444)            | 2003 TU8               | 3 octobre 2003        | Spacewatch                  |
| (115445)            | 2003 TF9               | 4 octobre 2003        | Spacewatch                  |
| (115446)            | 2003 TK9               | 5 octobre 2003        | NEAT                        |
| (115447)            | 2003 TM9               | 5 octobre 2003        | NEAT                        |
| (115448)            | 2003 TU9               | 14 octobre 2003       | NEAT                        |
| (115449) Robson     | 2003 TG10              | 14 octobre 2003       | John J. McCarthy            |
| (115450)            | 2003 TK10              | 15 octobre 2003       | Crni Vrh                    |
| (115451)            | 2003 TZ10              | 15 octobre 2003       | NEAT                        |
| (115452)            | 2003 TB11              | 14 octobre 2003       | LONEOS                      |
| (115453)            | 2003 TL11              | 14 octobre 2003       | LONEOS                      |
| (115454)            | 2003 TF12              | 14 octobre 2003       | LONEOS                      |
| (115455)            | 2003 TL12              | 14 octobre 2003       | LINEAR                      |
| (115456)            | 2003 TD13              | 9 octobre 2003        | LONEOS                      |
| (115457)            | 2003 TU13              | 5 octobre 2003        | LINEAR                      |
| (115458)            | 2003 TN14              | 14 octobre 2003       | LONEOS                      |
| (115459)            | 2003 TG15              | 15 octobre 2003       | LONEOS                      |
| (115460)            | 2003 TL15              | 15 octobre 2003       | LONEOS                      |
| (115461)            | 2003 TO15              | 15 octobre 2003       | LONEOS                      |
| (115462)            | 2003 TZ15              | 15 octobre 2003       | LONEOS                      |
| (115463)            | 2003 TF16              | 15 octobre 2003       | LONEOS                      |
| (115464)            | 2003 TO16              | 15 octobre 2003       | LONEOS                      |
| (115465)            | 2003 TM17              | 15 octobre 2003       | NEAT                        |
| (115466)            | 2003 TM19              | 15 octobre 2003       | NEAT                        |
| (115467)            | 2003 TW19              | 15 octobre 2003       | LONEOS                      |
| (115468)            | 2003 TX20              | 15 octobre 2003       | LONEOS                      |
| (115469)            | 2003 TZ31              | 1er octobre 2003      | Spacewatch                  |
| (115470)            | 2003 TE57              | 5 octobre 2003        | LINEAR                      |
| (115471)            | 2003 UA1               | 16 octobre 2003       | NEAT                        |
| (115472)            | 2003 UD3               | 16 octobre 2003       | Spacewatch                  |
| (115473)            | 2003 UP3               | 17 octobre 2003       | LINEAR                      |
| (115474)            | 2003 UE4               | 16 octobre 2003       | NEAT                        |
| (115475)            | 2003 UV4               | 17 octobre 2003       | LINEAR                      |
| (115476)            | 2003 UF7               | 18 octobre 2003       | LINEAR                      |
| (115477) Brantanica | 2003 UK8               | 19 octobre 2003       | Young, J. W.                |
| (115478)            | 2003 UT8               | 16 octobre 2003       | LINEAR                      |
| (115479)            | 2003 UP10              | 19 octobre 2003       | LONEOS                      |
| (115480)            | 2003 UC11              | 19 octobre 2003       | Uppsala-DLR Asteroid Survey |
| (115481)            | 2003 UG12              | 20 octobre 2003       | NEAT                        |
| (115482)            | 2003 UV14              | 16 octobre 2003       | Spacewatch                  |
| (115483)            | 2003 UJ16              | 16 octobre 2003       | LONEOS                      |
| (115484)            | 2003 UL19              | 20 octobre 2003       | NEAT                        |
| (115485)            | 2003 UR19              | 22 octobre 2003       | Young, J. W.                |
| (115486)            | 2003 UN20              | 21 octobre 2003       | LINEAR                      |
| (115487)            | 2003 UK21              | 18 octobre 2003       | LONEOS                      |
| (115488)            | 2003 UL21              | 18 octobre 2003       | NEAT                        |
| (115489)            | 2003 UO21              | 18 octobre 2003       | Spacewatch                  |
| (115490)            | 2003 UQ21              | 20 octobre 2003       | McClusky, J. V.             |
| (115491)            | 2003 UT21              | 21 octobre 2003       | McClusky, J. V.             |
| (115492) Watonga    | 2003 UR22              | 23 octobre 2003       | Ball, L.                    |
| (115493)            | 2003 UP23              | 22 octobre 2003       | Spacewatch                  |
| (115494)            | 2003 UW24              | 17 octobre 2003       | LONEOS                      |
| (115495)            | 2003 UD25              | 21 octobre 2003       | LINEAR                      |
| (115496)            | 2003 UF26              | 24 octobre 2003       | LINEAR                      |
| (115497)            | 2003 UG26              | 24 octobre 2003       | LINEAR                      |
| (115498)            | 2003 UN26              | 25 octobre 2003       | Tucker, R. A.               |
| (115499)            | 2003 UO26              | 25 octobre 2003       | Tucker, R. A.               |
| (115500)            | 2003 UC27              | 23 octobre 2003       | Tucker, R. A.               |

### 115501-115600
| Nom                   | Désignation provisoire | Date de la découverte | Découvreur                  |
| --------------------- | ---------------------- | --------------------- | --------------------------- |
| (115501)              | 2003 UV27              | 22 octobre 2003       | Tucker, R. A.               |
| (115502)              | 2003 UX27              | 22 octobre 2003       | Tucker, R. A.               |
| (115503)              | 2003 UP28              | 19 octobre 2003       | Spacewatch                  |
| (115504)              | 2003 UH29              | 23 octobre 2003       | Uppsala-DLR Asteroid Survey |
| (115505)              | 2003 UD32              | 16 octobre 2003       | Spacewatch                  |
| (115506)              | 2003 UC35              | 16 octobre 2003       | LONEOS                      |
| (115507)              | 2003 UK35              | 16 octobre 2003       | NEAT                        |
| (115508)              | 2003 UU35              | 16 octobre 2003       | NEAT                        |
| (115509)              | 2003 UV35              | 16 octobre 2003       | NEAT                        |
| (115510)              | 2003 UX35              | 16 octobre 2003       | NEAT                        |
| (115511)              | 2003 UZ35              | 16 octobre 2003       | LONEOS                      |
| (115512)              | 2003 UB36              | 16 octobre 2003       | NEAT                        |
| (115513)              | 2003 UE36              | 16 octobre 2003       | NEAT                        |
| (115514)              | 2003 UL36              | 16 octobre 2003       | NEAT                        |
| (115515)              | 2003 UU36              | 16 octobre 2003       | NEAT                        |
| (115516)              | 2003 UF37              | 16 octobre 2003       | NEAT                        |
| (115517)              | 2003 UL37              | 16 octobre 2003       | Crni Vrh                    |
| (115518)              | 2003 UM37              | 16 octobre 2003       | Crni Vrh                    |
| (115519)              | 2003 UN37              | 16 octobre 2003       | Crni Vrh                    |
| (115520)              | 2003 UO37              | 17 octobre 2003       | Crni Vrh                    |
| (115521)              | 2003 UL38              | 17 octobre 2003       | Spacewatch                  |
| (115522)              | 2003 UW39              | 16 octobre 2003       | Spacewatch                  |
| (115523)              | 2003 UC41              | 16 octobre 2003       | LONEOS                      |
| (115524)              | 2003 UD47              | 21 octobre 2003       | Tucker, R. A.               |
| (115525)              | 2003 UF47              | 16 octobre 2003       | Tucker, R. A.               |
| (115526)              | 2003 UL47              | 20 octobre 2003       | Tucker, R. A.               |
| (115527)              | 2003 UF48              | 16 octobre 2003       | LONEOS                      |
| (115528)              | 2003 UZ48              | 16 octobre 2003       | LONEOS                      |
| (115529)              | 2003 UG49              | 16 octobre 2003       | LONEOS                      |
| (115530)              | 2003 UH49              | 16 octobre 2003       | LONEOS                      |
| (115531)              | 2003 UE52              | 18 octobre 2003       | NEAT                        |
| (115532)              | 2003 UP52              | 18 octobre 2003       | NEAT                        |
| (115533)              | 2003 UG53              | 18 octobre 2003       | NEAT                        |
| (115534)              | 2003 UZ53              | 18 octobre 2003       | NEAT                        |
| (115535)              | 2003 UW54              | 18 octobre 2003       | NEAT                        |
| (115536)              | 2003 UZ54              | 18 octobre 2003       | NEAT                        |
| (115537)              | 2003 UX56              | 23 octobre 2003       | Spacewatch                  |
| (115538)              | 2003 UO58              | 16 octobre 2003       | Spacewatch                  |
| (115539)              | 2003 UZ60              | 16 octobre 2003       | NEAT                        |
| (115540)              | 2003 UP61              | 16 octobre 2003       | LONEOS                      |
| (115541)              | 2003 UY62              | 16 octobre 2003       | NEAT                        |
| (115542)              | 2003 UZ63              | 16 octobre 2003       | LONEOS                      |
| (115543)              | 2003 UG64              | 16 octobre 2003       | LONEOS                      |
| (115544)              | 2003 UP64              | 16 octobre 2003       | LONEOS                      |
| (115545)              | 2003 UW64              | 16 octobre 2003       | LONEOS                      |
| (115546)              | 2003 UH65              | 16 octobre 2003       | NEAT                        |
| (115547)              | 2003 UV65              | 16 octobre 2003       | NEAT                        |
| (115548)              | 2003 UB66              | 16 octobre 2003       | NEAT                        |
| (115549)              | 2003 UE66              | 16 octobre 2003       | NEAT                        |
| (115550)              | 2003 UG66              | 16 octobre 2003       | NEAT                        |
| (115551)              | 2003 UB71              | 18 octobre 2003       | Spacewatch                  |
| (115552)              | 2003 UE71              | 18 octobre 2003       | Spacewatch                  |
| (115553)              | 2003 UB73              | 19 octobre 2003       | Spacewatch                  |
| (115554)              | 2003 UL74              | 16 octobre 2003       | Crni Vrh                    |
| (115555)              | 2003 UQ75              | 17 octobre 2003       | Spacewatch                  |
| (115556)              | 2003 UN77              | 17 octobre 2003       | LONEOS                      |
| (115557)              | 2003 UT77              | 17 octobre 2003       | Spacewatch                  |
| (115558)              | 2003 UD78              | 17 octobre 2003       | LONEOS                      |
| (115559)              | 2003 UK78              | 17 octobre 2003       | LONEOS                      |
| (115560)              | 2003 UB79              | 18 octobre 2003       | NEAT                        |
| (115561) Frankherbert | 2003 UF80              | 20 octobre 2003       | Dillon, W. G., Wells, D.    |
| (115562)              | 2003 UR80              | 16 octobre 2003       | Spacewatch                  |
| (115563)              | 2003 UU80              | 16 octobre 2003       | LONEOS                      |
| (115564)              | 2003 UC81              | 16 octobre 2003       | LONEOS                      |
| (115565)              | 2003 UL81              | 16 octobre 2003       | NEAT                        |
| (115566)              | 2003 UB82              | 18 octobre 2003       | NEAT                        |
| (115567)              | 2003 UY82              | 19 octobre 2003       | NEAT                        |
| (115568)              | 2003 UZ82              | 19 octobre 2003       | NEAT                        |
| (115569)              | 2003 UR84              | 18 octobre 2003       | Spacewatch                  |
| (115570)              | 2003 UT84              | 18 octobre 2003       | Spacewatch                  |
| (115571)              | 2003 UU85              | 18 octobre 2003       | NEAT                        |
| (115572)              | 2003 UY85              | 18 octobre 2003       | NEAT                        |
| (115573)              | 2003 UE86              | 18 octobre 2003       | NEAT                        |
| (115574)              | 2003 UF86              | 18 octobre 2003       | NEAT                        |
| (115575)              | 2003 UK86              | 18 octobre 2003       | NEAT                        |
| (115576)              | 2003 UM88              | 19 octobre 2003       | LONEOS                      |
| (115577)              | 2003 UO88              | 19 octobre 2003       | LONEOS                      |
| (115578)              | 2003 UB89              | 19 octobre 2003       | LONEOS                      |
| (115579)              | 2003 UN90              | 20 octobre 2003       | LINEAR                      |
| (115580)              | 2003 UX90              | 20 octobre 2003       | LINEAR                      |
| (115581)              | 2003 UD91              | 20 octobre 2003       | LINEAR                      |
| (115582)              | 2003 UT92              | 20 octobre 2003       | NEAT                        |
| (115583)              | 2003 UM93              | 17 octobre 2003       | Spacewatch                  |
| (115584)              | 2003 UE95              | 18 octobre 2003       | NEAT                        |
| (115585)              | 2003 UT95              | 18 octobre 2003       | NEAT                        |
| (115586)              | 2003 UF96              | 18 octobre 2003       | Spacewatch                  |
| (115587)              | 2003 UY96              | 19 octobre 2003       | Spacewatch                  |
| (115588)              | 2003 UZ96              | 19 octobre 2003       | Spacewatch                  |
| (115589)              | 2003 UG97              | 19 octobre 2003       | Spacewatch                  |
| (115590)              | 2003 UL97              | 19 octobre 2003       | Spacewatch                  |
| (115591)              | 2003 UG98              | 19 octobre 2003       | LONEOS                      |
| (115592)              | 2003 UL98              | 19 octobre 2003       | LONEOS                      |
| (115593)              | 2003 UV98              | 19 octobre 2003       | LONEOS                      |
| (115594)              | 2003 UX98              | 19 octobre 2003       | LONEOS                      |
| (115595)              | 2003 UZ98              | 19 octobre 2003       | LONEOS                      |
| (115596)              | 2003 UC99              | 19 octobre 2003       | LONEOS                      |
| (115597)              | 2003 UF99              | 19 octobre 2003       | LONEOS                      |
| (115598)              | 2003 UH99              | 19 octobre 2003       | LONEOS                      |
| (115599)              | 2003 UJ99              | 19 octobre 2003       | LONEOS                      |
| (115600)              | 2003 UR99              | 19 octobre 2003       | Spacewatch                  |

### 115601-115700
| Nom      | Désignation provisoire | Date de la découverte | Découvreur |
| -------- | ---------------------- | --------------------- | ---------- |
| (115601) | 2003 UT99              | 19 octobre 2003       | NEAT       |
| (115602) | 2003 UZ99              | 19 octobre 2003       | NEAT       |
| (115603) | 2003 UB100             | 19 octobre 2003       | NEAT       |
| (115604) | 2003 UE100             | 19 octobre 2003       | NEAT       |
| (115605) | 2003 UK100             | 19 octobre 2003       | NEAT       |
| (115606) | 2003 UJ101             | 20 octobre 2003       | NEAT       |
| (115607) | 2003 UR101             | 20 octobre 2003       | LINEAR     |
| (115608) | 2003 UR102             | 20 octobre 2003       | Spacewatch |
| (115609) | 2003 UA103             | 20 octobre 2003       | Spacewatch |
| (115610) | 2003 UE103             | 20 octobre 2003       | Spacewatch |
| (115611) | 2003 UG103             | 20 octobre 2003       | Spacewatch |
| (115612) | 2003 UK103             | 20 octobre 2003       | Spacewatch |
| (115613) | 2003 UW107             | 19 octobre 2003       | Spacewatch |
| (115614) | 2003 UZ111             | 20 octobre 2003       | LINEAR     |
| (115615) | 2003 UC112             | 20 octobre 2003       | LINEAR     |
| (115616) | 2003 UH112             | 20 octobre 2003       | LINEAR     |
| (115617) | 2003 UD113             | 20 octobre 2003       | LINEAR     |
| (115618) | 2003 UH114             | 20 octobre 2003       | LINEAR     |
| (115619) | 2003 UD115             | 20 octobre 2003       | Spacewatch |
| (115620) | 2003 US115             | 20 octobre 2003       | NEAT       |
| (115621) | 2003 UX116             | 21 octobre 2003       | LINEAR     |
| (115622) | 2003 UC117             | 21 octobre 2003       | LINEAR     |
| (115623) | 2003 UE118             | 17 octobre 2003       | LONEOS     |
| (115624) | 2003 US119             | 18 octobre 2003       | NEAT       |
| (115625) | 2003 UQ121             | 19 octobre 2003       | LINEAR     |
| (115626) | 2003 UU121             | 19 octobre 2003       | LINEAR     |
| (115627) | 2003 UW121             | 19 octobre 2003       | LINEAR     |
| (115628) | 2003 UX121             | 19 octobre 2003       | LINEAR     |
| (115629) | 2003 UH122             | 19 octobre 2003       | LINEAR     |
| (115630) | 2003 US122             | 19 octobre 2003       | LINEAR     |
| (115631) | 2003 UP123             | 19 octobre 2003       | Spacewatch |
| (115632) | 2003 UV124             | 20 octobre 2003       | LINEAR     |
| (115633) | 2003 UH125             | 20 octobre 2003       | LINEAR     |
| (115634) | 2003 UD126             | 20 octobre 2003       | LINEAR     |
| (115635) | 2003 UF126             | 20 octobre 2003       | LINEAR     |
| (115636) | 2003 UG126             | 20 octobre 2003       | LINEAR     |
| (115637) | 2003 UH126             | 20 octobre 2003       | LINEAR     |
| (115638) | 2003 UO126             | 20 octobre 2003       | NEAT       |
| (115639) | 2003 UX129             | 18 octobre 2003       | NEAT       |
| (115640) | 2003 UF130             | 18 octobre 2003       | NEAT       |
| (115641) | 2003 UW130             | 19 octobre 2003       | LONEOS     |
| (115642) | 2003 UE131             | 19 octobre 2003       | LONEOS     |
| (115643) | 2003 UJ131             | 19 octobre 2003       | NEAT       |
| (115644) | 2003 UO132             | 19 octobre 2003       | NEAT       |
| (115645) | 2003 UP132             | 19 octobre 2003       | NEAT       |
| (115646) | 2003 UC133             | 19 octobre 2003       | NEAT       |
| (115647) | 2003 UF133             | 20 octobre 2003       | NEAT       |
| (115648) | 2003 UY133             | 20 octobre 2003       | NEAT       |
| (115649) | 2003 UK135             | 21 octobre 2003       | NEAT       |
| (115650) | 2003 UU135             | 21 octobre 2003       | NEAT       |
| (115651) | 2003 UV136             | 21 octobre 2003       | LINEAR     |
| (115652) | 2003 UA137             | 21 octobre 2003       | NEAT       |
| (115653) | 2003 UK137             | 21 octobre 2003       | LINEAR     |
| (115654) | 2003 UQ137             | 21 octobre 2003       | LINEAR     |
| (115655) | 2003 US137             | 21 octobre 2003       | LINEAR     |
| (115656) | 2003 UT137             | 21 octobre 2003       | LINEAR     |
| (115657) | 2003 UW137             | 21 octobre 2003       | LINEAR     |
| (115658) | 2003 UT138             | 16 octobre 2003       | NEAT       |
| (115659) | 2003 UP139             | 16 octobre 2003       | LONEOS     |
| (115660) | 2003 UQ139             | 16 octobre 2003       | LONEOS     |
| (115661) | 2003 UZ139             | 16 octobre 2003       | LONEOS     |
| (115662) | 2003 UB141             | 17 octobre 2003       | LINEAR     |
| (115663) | 2003 UK142             | 18 octobre 2003       | LONEOS     |
| (115664) | 2003 UL142             | 18 octobre 2003       | LONEOS     |
| (115665) | 2003 UN142             | 18 octobre 2003       | LONEOS     |
| (115666) | 2003 UK143             | 18 octobre 2003       | LONEOS     |
| (115667) | 2003 UO143             | 18 octobre 2003       | LONEOS     |
| (115668) | 2003 UQ143             | 18 octobre 2003       | LONEOS     |
| (115669) | 2003 UW143             | 18 octobre 2003       | LONEOS     |
| (115670) | 2003 UK144             | 18 octobre 2003       | LONEOS     |
| (115671) | 2003 UT144             | 18 octobre 2003       | LONEOS     |
| (115672) | 2003 UW144             | 18 octobre 2003       | LONEOS     |
| (115673) | 2003 UW145             | 18 octobre 2003       | LONEOS     |
| (115674) | 2003 UY145             | 18 octobre 2003       | LONEOS     |
| (115675) | 2003 UE146             | 18 octobre 2003       | LONEOS     |
| (115676) | 2003 UF146             | 18 octobre 2003       | LONEOS     |
| (115677) | 2003 UA147             | 18 octobre 2003       | LONEOS     |
| (115678) | 2003 UV148             | 19 octobre 2003       | Spacewatch |
| (115679) | 2003 UX148             | 19 octobre 2003       | LONEOS     |
| (115680) | 2003 UB149             | 19 octobre 2003       | NEAT       |
| (115681) | 2003 UR149             | 20 octobre 2003       | LINEAR     |
| (115682) | 2003 UN150             | 20 octobre 2003       | Spacewatch |
| (115683) | 2003 UP150             | 20 octobre 2003       | Spacewatch |
| (115684) | 2003 UQ150             | 20 octobre 2003       | Spacewatch |
| (115685) | 2003 UX150             | 21 octobre 2003       | LONEOS     |
| (115686) | 2003 UU151             | 21 octobre 2003       | Spacewatch |
| (115687) | 2003 UM152             | 21 octobre 2003       | NEAT       |
| (115688) | 2003 UA153             | 21 octobre 2003       | NEAT       |
| (115689) | 2003 UG153             | 21 octobre 2003       | NEAT       |
| (115690) | 2003 UG154             | 20 octobre 2003       | NEAT       |
| (115691) | 2003 UH155             | 20 octobre 2003       | LINEAR     |
| (115692) | 2003 UV156             | 20 octobre 2003       | LINEAR     |
| (115693) | 2003 UF157             | 20 octobre 2003       | LINEAR     |
| (115694) | 2003 UT157             | 20 octobre 2003       | Spacewatch |
| (115695) | 2003 UM160             | 21 octobre 2003       | Spacewatch |
| (115696) | 2003 UJ162             | 21 octobre 2003       | LINEAR     |
| (115697) | 2003 UK162             | 21 octobre 2003       | LINEAR     |
| (115698) | 2003 UE163             | 21 octobre 2003       | LINEAR     |
| (115699) | 2003 UG163             | 21 octobre 2003       | LINEAR     |
| (115700) | 2003 UO163             | 21 octobre 2003       | LINEAR     |

### 115701-115800
| Nom      | Désignation provisoire | Date de la découverte | Découvreur                  |
| -------- | ---------------------- | --------------------- | --------------------------- |
| (115701) | 2003 UW163             | 21 octobre 2003       | LINEAR                      |
| (115702) | 2003 UH164             | 21 octobre 2003       | LINEAR                      |
| (115703) | 2003 UW164             | 21 octobre 2003       | NEAT                        |
| (115704) | 2003 US166             | 21 octobre 2003       | Spacewatch                  |
| (115705) | 2003 UU166             | 21 octobre 2003       | Uppsala-DLR Asteroid Survey |
| (115706) | 2003 UG168             | 22 octobre 2003       | LINEAR                      |
| (115707) | 2003 UW168             | 22 octobre 2003       | LINEAR                      |
| (115708) | 2003 UA169             | 22 octobre 2003       | LINEAR                      |
| (115709) | 2003 UR169             | 22 octobre 2003       | NEAT                        |
| (115710) | 2003 UY169             | 22 octobre 2003       | Spacewatch                  |
| (115711) | 2003 UR170             | 22 octobre 2003       | Spacewatch                  |
| (115712) | 2003 US172             | 20 octobre 2003       | LINEAR                      |
| (115713) | 2003 UF173             | 20 octobre 2003       | NEAT                        |
| (115714) | 2003 UN173             | 20 octobre 2003       | Spacewatch                  |
| (115715) | 2003 UT173             | 20 octobre 2003       | NEAT                        |
| (115716) | 2003 UV173             | 20 octobre 2003       | NEAT                        |
| (115717) | 2003 UQ174             | 21 octobre 2003       | Spacewatch                  |
| (115718) | 2003 UQ175             | 21 octobre 2003       | LONEOS                      |
| (115719) | 2003 UX175             | 21 octobre 2003       | NEAT                        |
| (115720) | 2003 UP176             | 21 octobre 2003       | LONEOS                      |
| (115721) | 2003 UT176             | 21 octobre 2003       | LONEOS                      |
| (115722) | 2003 UG177             | 21 octobre 2003       | NEAT                        |
| (115723) | 2003 UV179             | 21 octobre 2003       | LINEAR                      |
| (115724) | 2003 UW179             | 21 octobre 2003       | LINEAR                      |
| (115725) | 2003 US180             | 21 octobre 2003       | LINEAR                      |
| (115726) | 2003 UY180             | 21 octobre 2003       | LINEAR                      |
| (115727) | 2003 UD183             | 21 octobre 2003       | NEAT                        |
| (115728) | 2003 UQ183             | 21 octobre 2003       | NEAT                        |
| (115729) | 2003 UY183             | 21 octobre 2003       | NEAT                        |
| (115730) | 2003 UP184             | 21 octobre 2003       | NEAT                        |
| (115731) | 2003 UC185             | 21 octobre 2003       | NEAT                        |
| (115732) | 2003 UL185             | 21 octobre 2003       | Spacewatch                  |
| (115733) | 2003 UO185             | 21 octobre 2003       | Spacewatch                  |
| (115734) | 2003 UJ186             | 22 octobre 2003       | LINEAR                      |
| (115735) | 2003 UN186             | 22 octobre 2003       | LINEAR                      |
| (115736) | 2003 UB187             | 22 octobre 2003       | NEAT                        |
| (115737) | 2003 UU187             | 22 octobre 2003       | LINEAR                      |
| (115738) | 2003 UZ187             | 22 octobre 2003       | LINEAR                      |
| (115739) | 2003 UK188             | 22 octobre 2003       | LINEAR                      |
| (115740) | 2003 UU188             | 22 octobre 2003       | Spacewatch                  |
| (115741) | 2003 UA189             | 22 octobre 2003       | Spacewatch                  |
| (115742) | 2003 UV189             | 22 octobre 2003       | NEAT                        |
| (115743) | 2003 UW189             | 22 octobre 2003       | NEAT                        |
| (115744) | 2003 US193             | 20 octobre 2003       | NEAT                        |
| (115745) | 2003 UU193             | 20 octobre 2003       | Spacewatch                  |
| (115746) | 2003 UW193             | 20 octobre 2003       | Spacewatch                  |
| (115747) | 2003 UB195             | 20 octobre 2003       | Spacewatch                  |
| (115748) | 2003 UO195             | 20 octobre 2003       | Spacewatch                  |
| (115749) | 2003 UC197             | 21 octobre 2003       | Spacewatch                  |
| (115750) | 2003 UU197             | 21 octobre 2003       | LONEOS                      |
| (115751) | 2003 UR202             | 21 octobre 2003       | LINEAR                      |
| (115752) | 2003 US202             | 21 octobre 2003       | LINEAR                      |
| (115753) | 2003 UT202             | 21 octobre 2003       | LINEAR                      |
| (115754) | 2003 UN204             | 21 octobre 2003       | Spacewatch                  |
| (115755) | 2003 UQ204             | 21 octobre 2003       | LINEAR                      |
| (115756) | 2003 UM205             | 22 octobre 2003       | LINEAR                      |
| (115757) | 2003 US205             | 22 octobre 2003       | LINEAR                      |
| (115758) | 2003 UH206             | 22 octobre 2003       | LINEAR                      |
| (115759) | 2003 UJ206             | 22 octobre 2003       | LINEAR                      |
| (115760) | 2003 UK206             | 22 octobre 2003       | LINEAR                      |
| (115761) | 2003 UN206             | 22 octobre 2003       | LINEAR                      |
| (115762) | 2003 UQ206             | 22 octobre 2003       | LINEAR                      |
| (115763) | 2003 UU206             | 22 octobre 2003       | LINEAR                      |
| (115764) | 2003 UW206             | 22 octobre 2003       | LINEAR                      |
| (115765) | 2003 UZ206             | 22 octobre 2003       | LINEAR                      |
| (115766) | 2003 UG207             | 22 octobre 2003       | LINEAR                      |
| (115767) | 2003 UL207             | 22 octobre 2003       | LINEAR                      |
| (115768) | 2003 UQ207             | 22 octobre 2003       | LINEAR                      |
| (115769) | 2003 UY207             | 22 octobre 2003       | Spacewatch                  |
| (115770) | 2003 US208             | 22 octobre 2003       | Spacewatch                  |
| (115771) | 2003 UW208             | 22 octobre 2003       | LINEAR                      |
| (115772) | 2003 UY208             | 23 octobre 2003       | Spacewatch                  |
| (115773) | 2003 UH209             | 23 octobre 2003       | LONEOS                      |
| (115774) | 2003 UG210             | 23 octobre 2003       | LONEOS                      |
| (115775) | 2003 UQ210             | 23 octobre 2003       | Tenagra II                  |
| (115776) | 2003 UF212             | 23 octobre 2003       | Spacewatch                  |
| (115777) | 2003 UJ213             | 23 octobre 2003       | NEAT                        |
| (115778) | 2003 UP215             | 21 octobre 2003       | Spacewatch                  |
| (115779) | 2003 UO216             | 21 octobre 2003       | LINEAR                      |
| (115780) | 2003 US216             | 21 octobre 2003       | LINEAR                      |
| (115781) | 2003 UH217             | 21 octobre 2003       | LINEAR                      |
| (115782) | 2003 UL217             | 21 octobre 2003       | LINEAR                      |
| (115783) | 2003 UQ217             | 21 octobre 2003       | LINEAR                      |
| (115784) | 2003 UJ218             | 21 octobre 2003       | LINEAR                      |
| (115785) | 2003 UM218             | 21 octobre 2003       | LINEAR                      |
| (115786) | 2003 UQ218             | 21 octobre 2003       | LINEAR                      |
| (115787) | 2003 UV218             | 21 octobre 2003       | Spacewatch                  |
| (115788) | 2003 UR220             | 21 octobre 2003       | LINEAR                      |
| (115789) | 2003 UN222             | 22 octobre 2003       | LINEAR                      |
| (115790) | 2003 US222             | 22 octobre 2003       | LINEAR                      |
| (115791) | 2003 UG223             | 22 octobre 2003       | LINEAR                      |
| (115792) | 2003 UT223             | 22 octobre 2003       | LINEAR                      |
| (115793) | 2003 UC226             | 22 octobre 2003       | LINEAR                      |
| (115794) | 2003 UL227             | 23 octobre 2003       | Spacewatch                  |
| (115795) | 2003 UM227             | 23 octobre 2003       | Spacewatch                  |
| (115796) | 2003 UZ227             | 23 octobre 2003       | Spacewatch                  |
| (115797) | 2003 UA228             | 23 octobre 2003       | Spacewatch                  |
| (115798) | 2003 UA230             | 23 octobre 2003       | Spacewatch                  |
| (115799) | 2003 UX233             | 24 octobre 2003       | LINEAR                      |
| (115800) | 2003 UQ235             | 24 octobre 2003       | Spacewatch                  |

### 115801-115900
| Nom                   | Désignation provisoire | Date de la découverte | Découvreur                |
| --------------------- | ---------------------- | --------------------- | ------------------------- |
| (115801) Punahou      | 2003 UW236             | 23 octobre 2003       | Healy, D.                 |
| (115802)              | 2003 UX237             | 23 octobre 2003       | Spacewatch                |
| (115803)              | 2003 UY237             | 23 octobre 2003       | NEAT                      |
| (115804)              | 2003 UE238             | 23 octobre 2003       | NEAT                      |
| (115805)              | 2003 UG238             | 23 octobre 2003       | NEAT                      |
| (115806)              | 2003 UH238             | 23 octobre 2003       | NEAT                      |
| (115807)              | 2003 UJ238             | 23 octobre 2003       | NEAT                      |
| (115808)              | 2003 UL238             | 23 octobre 2003       | NEAT                      |
| (115809)              | 2003 UR239             | 24 octobre 2003       | LINEAR                    |
| (115810)              | 2003 UU239             | 24 octobre 2003       | LINEAR                    |
| (115811)              | 2003 UH240             | 24 octobre 2003       | LINEAR                    |
| (115812)              | 2003 UD243             | 24 octobre 2003       | LINEAR                    |
| (115813)              | 2003 US243             | 24 octobre 2003       | LINEAR                    |
| (115814)              | 2003 UZ243             | 24 octobre 2003       | LINEAR                    |
| (115815)              | 2003 UF244             | 24 octobre 2003       | LINEAR                    |
| (115816)              | 2003 UT245             | 24 octobre 2003       | LINEAR                    |
| (115817)              | 2003 UV245             | 24 octobre 2003       | LINEAR                    |
| (115818)              | 2003 UH246             | 24 octobre 2003       | LINEAR                    |
| (115819)              | 2003 UK246             | 24 octobre 2003       | LINEAR                    |
| (115820)              | 2003 UK250             | 25 octobre 2003       | LINEAR                    |
| (115821)              | 2003 UP251             | 25 octobre 2003       | NEAT                      |
| (115822)              | 2003 UA252             | 26 octobre 2003       | CSS                       |
| (115823)              | 2003 UF252             | 26 octobre 2003       | CSS                       |
| (115824)              | 2003 UH252             | 26 octobre 2003       | LINEAR                    |
| (115825)              | 2003 US252             | 26 octobre 2003       | Spacewatch                |
| (115826)              | 2003 UT252             | 26 octobre 2003       | Spacewatch                |
| (115827)              | 2003 UW252             | 26 octobre 2003       | Spacewatch                |
| (115828)              | 2003 UR253             | 22 octobre 2003       | NEAT                      |
| (115829)              | 2003 UU253             | 22 octobre 2003       | LONEOS                    |
| (115830)              | 2003 UO255             | 25 octobre 2003       | LINEAR                    |
| (115831)              | 2003 UX258             | 25 octobre 2003       | LINEAR                    |
| (115832)              | 2003 UA259             | 25 octobre 2003       | LINEAR                    |
| (115833)              | 2003 UB259             | 25 octobre 2003       | LINEAR                    |
| (115834)              | 2003 UP259             | 25 octobre 2003       | LINEAR                    |
| (115835)              | 2003 UD260             | 25 octobre 2003       | LINEAR                    |
| (115836)              | 2003 UJ260             | 25 octobre 2003       | LINEAR                    |
| (115837)              | 2003 US260             | 25 octobre 2003       | NEAT                      |
| (115838)              | 2003 UX260             | 26 octobre 2003       | LONEOS                    |
| (115839)              | 2003 UD262             | 26 octobre 2003       | Spacewatch                |
| (115840)              | 2003 UJ262             | 26 octobre 2003       | NEAT                      |
| (115841)              | 2003 UL262             | 26 octobre 2003       | NEAT                      |
| (115842)              | 2003 UP262             | 26 octobre 2003       | NEAT                      |
| (115843)              | 2003 UN264             | 27 octobre 2003       | LINEAR                    |
| (115844)              | 2003 UU264             | 27 octobre 2003       | LINEAR                    |
| (115845)              | 2003 UY264             | 27 octobre 2003       | LINEAR                    |
| (115846)              | 2003 UA265             | 27 octobre 2003       | LINEAR                    |
| (115847)              | 2003 UF265             | 27 octobre 2003       | LINEAR                    |
| (115848)              | 2003 UL266             | 28 octobre 2003       | LINEAR                    |
| (115849)              | 2003 UD267             | 28 octobre 2003       | LINEAR                    |
| (115850)              | 2003 UN268             | 28 octobre 2003       | LINEAR                    |
| (115851)              | 2003 UT269             | 29 octobre 2003       | LINEAR                    |
| (115852)              | 2003 UX269             | 24 octobre 2003       | Bickel, W.                |
| (115853)              | 2003 UK271             | 17 octobre 2003       | NEAT                      |
| (115854)              | 2003 UT272             | 29 octobre 2003       | LINEAR                    |
| (115855)              | 2003 UX272             | 29 octobre 2003       | LINEAR                    |
| (115856)              | 2003 UY272             | 29 octobre 2003       | LINEAR                    |
| (115857)              | 2003 UA273             | 29 octobre 2003       | LINEAR                    |
| (115858)              | 2003 UE273             | 29 octobre 2003       | LINEAR                    |
| (115859)              | 2003 UG273             | 29 octobre 2003       | LINEAR                    |
| (115860)              | 2003 UT273             | 29 octobre 2003       | Spacewatch                |
| (115861)              | 2003 UE274             | 29 octobre 2003       | NEAT                      |
| (115862)              | 2003 UK274             | 30 octobre 2003       | LINEAR                    |
| (115863)              | 2003 UL274             | 30 octobre 2003       | LINEAR                    |
| (115864)              | 2003 US274             | 30 octobre 2003       | LINEAR                    |
| (115865)              | 2003 UY274             | 29 octobre 2003       | LINEAR                    |
| (115866)              | 2003 UH275             | 29 octobre 2003       | LINEAR                    |
| (115867)              | 2003 UQ278             | 25 octobre 2003       | LINEAR                    |
| (115868)              | 2003 UT278             | 25 octobre 2003       | LINEAR                    |
| (115869)              | 2003 UW278             | 25 octobre 2003       | LINEAR                    |
| (115870)              | 2003 UZ278             | 26 octobre 2003       | LINEAR                    |
| (115871)              | 2003 UA279             | 26 octobre 2003       | Spacewatch                |
| (115872)              | 2003 UC280             | 27 octobre 2003       | LINEAR                    |
| (115873)              | 2003 UT280             | 28 octobre 2003       | LINEAR                    |
| (115874)              | 2003 UZ280             | 28 octobre 2003       | LINEAR                    |
| (115875)              | 2003 UA281             | 28 octobre 2003       | LINEAR                    |
| (115876)              | 2003 UK282             | 29 octobre 2003       | LONEOS                    |
| (115877)              | 2003 UO282             | 29 octobre 2003       | LONEOS                    |
| (115878)              | 2003 UR282             | 29 octobre 2003       | LONEOS                    |
| (115879)              | 2003 UV282             | 29 octobre 2003       | LONEOS                    |
| (115880)              | 2003 UP283             | 30 octobre 2003       | LINEAR                    |
| (115881)              | 2003 UQ284             | 29 octobre 2003       | LINEAR                    |
| (115882)              | 2003 UM293             | 18 octobre 2003       | LINEAR                    |
| (115883)              | 2003 UX299             | 16 octobre 2003       | Spacewatch                |
| (115884)              | 2003 UD309             | 19 octobre 2003       | Spacewatch                |
| (115885) Ganz         | 2003 VL1               | 6 novembre 2003       | Sarneczky, K., Sipocz, B. |
| (115886)              | 2003 VQ1               | 2 novembre 2003       | LINEAR                    |
| (115887)              | 2003 VT1               | 1er novembre 2003     | LINEAR                    |
| (115888)              | 2003 VU1               | 1er novembre 2003     | LINEAR                    |
| (115889)              | 2003 VC2               | 3 novembre 2003       | LINEAR                    |
| (115890)              | 2003 VE2               | 3 novembre 2003       | LINEAR                    |
| (115891) Scottmichael | 2003 VW2               | 14 novembre 2003      | Young, J. W.              |
| (115892)              | 2003 VR3               | 15 novembre 2003      | Spacewatch                |
| (115893)              | 2003 VA4               | 14 novembre 2003      | NEAT                      |
| (115894)              | 2003 VD4               | 14 novembre 2003      | NEAT                      |
| (115895)              | 2003 VE6               | 14 novembre 2003      | NEAT                      |
| (115896)              | 2003 VF6               | 14 novembre 2003      | NEAT                      |
| (115897)              | 2003 VF8               | 14 novembre 2003      | NEAT                      |
| (115898)              | 2003 VO9               | 15 novembre 2003      | NEAT                      |
| (115899)              | 2003 VR9               | 15 novembre 2003      | Spacewatch                |
| (115900)              | 2003 VZ9               | 4 novembre 2003       | LINEAR                    |

### 115901-116000
| Nom                  | Désignation provisoire | Date de la découverte | Découvreur       |
| -------------------- | ---------------------- | --------------------- | ---------------- |
| (115901)             | 2003 VK10              | 15 novembre 2003      | NEAT             |
| (115902)             | 2003 VU11              | 3 novembre 2003       | LINEAR           |
| (115903)             | 2003 VZ11              | 3 novembre 2003       | LINEAR           |
| (115904)             | 2003 WC                | 16 novembre 2003      | Spacewatch       |
| (115905)             | 2003 WT                | 16 novembre 2003      | CSS              |
| (115906)             | 2003 WB1               | 16 novembre 2003      | CSS              |
| (115907)             | 2003 WP1               | 16 novembre 2003      | CSS              |
| (115908)             | 2003 WZ1               | 16 novembre 2003      | CSS              |
| (115909)             | 2003 WF3               | 16 novembre 2003      | Spacewatch       |
| (115910)             | 2003 WV3               | 16 novembre 2003      | CSS              |
| (115911)             | 2003 WB4               | 16 novembre 2003      | CSS              |
| (115912)             | 2003 WK5               | 18 novembre 2003      | NEAT             |
| (115913)             | 2003 WS5               | 18 novembre 2003      | NEAT             |
| (115914)             | 2003 WE6               | 18 novembre 2003      | NEAT             |
| (115915)             | 2003 WT6               | 18 novembre 2003      | NEAT             |
| (115916)             | 2003 WB8               | 18 novembre 2003      | LINEAR           |
| (115917)             | 2003 WE8               | 16 novembre 2003      | Spacewatch       |
| (115918)             | 2003 WG9               | 18 novembre 2003      | Spacewatch       |
| (115919)             | 2003 WS10              | 18 novembre 2003      | Spacewatch       |
| (115920)             | 2003 WO11              | 18 novembre 2003      | NEAT             |
| (115921)             | 2003 WQ11              | 18 novembre 2003      | NEAT             |
| (115922)             | 2003 WR11              | 18 novembre 2003      | NEAT             |
| (115923)             | 2003 WS11              | 18 novembre 2003      | NEAT             |
| (115924)             | 2003 WH12              | 18 novembre 2003      | NEAT             |
| (115925)             | 2003 WZ14              | 16 novembre 2003      | Spacewatch       |
| (115926)             | 2003 WJ17              | 18 novembre 2003      | NEAT             |
| (115927)             | 2003 WQ17              | 18 novembre 2003      | NEAT             |
| (115928)             | 2003 WB19              | 19 novembre 2003      | LINEAR           |
| (115929)             | 2003 WU20              | 19 novembre 2003      | LINEAR           |
| (115930)             | 2003 WH22              | 19 novembre 2003      | NEAT             |
| (115931)             | 2003 WJ22              | 19 novembre 2003      | LINEAR           |
| (115932)             | 2003 WF23              | 18 novembre 2003      | Spacewatch       |
| (115933)             | 2003 WP23              | 18 novembre 2003      | Spacewatch       |
| (115934)             | 2003 WJ24              | 19 novembre 2003      | Spacewatch       |
| (115935)             | 2003 WF25              | 18 novembre 2003      | Spacewatch       |
| (115936)             | 2003 WF26              | 18 novembre 2003      | Goodricke-Pigott |
| (115937)             | 2003 WG26              | 18 novembre 2003      | Tucker, R. A.    |
| (115938)             | 2003 WV28              | 18 novembre 2003      | Spacewatch       |
| (115939)             | 2003 WC29              | 18 novembre 2003      | NEAT             |
| (115940)             | 2003 WD29              | 18 novembre 2003      | Spacewatch       |
| (115941)             | 2003 WE29              | 18 novembre 2003      | Spacewatch       |
| (115942)             | 2003 WR29              | 18 novembre 2003      | Spacewatch       |
| (115943)             | 2003 WC30              | 18 novembre 2003      | Spacewatch       |
| (115944)             | 2003 WD30              | 18 novembre 2003      | Spacewatch       |
| (115945)             | 2003 WE30              | 18 novembre 2003      | Spacewatch       |
| (115946)             | 2003 WU30              | 18 novembre 2003      | Spacewatch       |
| (115947)             | 2003 WJ32              | 18 novembre 2003      | Spacewatch       |
| (115948)             | 2003 WQ32              | 18 novembre 2003      | Spacewatch       |
| (115949)             | 2003 WL33              | 18 novembre 2003      | Spacewatch       |
| (115950) Kocherpeter | 2003 WT33              | 18 novembre 2003      | Ory, M.          |
| (115951)             | 2003 WD34              | 19 novembre 2003      | Spacewatch       |
| (115952)             | 2003 WG34              | 19 novembre 2003      | Spacewatch       |
| (115953)             | 2003 WJ35              | 19 novembre 2003      | LINEAR           |
| (115954)             | 2003 WD40              | 19 novembre 2003      | Spacewatch       |
| (115955)             | 2003 WJ40              | 19 novembre 2003      | Spacewatch       |
| (115956)             | 2003 WK40              | 19 novembre 2003      | Spacewatch       |
| (115957)             | 2003 WS40              | 19 novembre 2003      | Spacewatch       |
| (115958)             | 2003 WD41              | 19 novembre 2003      | Spacewatch       |
| (115959)             | 2003 WJ41              | 19 novembre 2003      | Spacewatch       |
| (115960)             | 2003 WK41              | 19 novembre 2003      | Spacewatch       |
| (115961)             | 2003 WM41              | 19 novembre 2003      | Spacewatch       |
| (115962)             | 2003 WN41              | 19 novembre 2003      | Spacewatch       |
| (115963)             | 2003 WO41              | 19 novembre 2003      | Spacewatch       |
| (115964)             | 2003 WH42              | 21 novembre 2003      | LINEAR           |
| (115965)             | 2003 WY43              | 19 novembre 2003      | NEAT             |
| (115966)             | 2003 WH44              | 19 novembre 2003      | NEAT             |
| (115967)             | 2003 WQ44              | 19 novembre 2003      | NEAT             |
| (115968)             | 2003 WT44              | 19 novembre 2003      | NEAT             |
| (115969)             | 2003 WA45              | 19 novembre 2003      | NEAT             |
| (115970)             | 2003 WQ45              | 19 novembre 2003      | NEAT             |
| (115971)             | 2003 WR45              | 19 novembre 2003      | NEAT             |
| (115972)             | 2003 WK46              | 18 novembre 2003      | NEAT             |
| (115973)             | 2003 WM49              | 19 novembre 2003      | LINEAR           |
| (115974)             | 2003 WS54              | 20 novembre 2003      | LINEAR           |
| (115975)             | 2003 WJ55              | 20 novembre 2003      | LINEAR           |
| (115976)             | 2003 WQ55              | 20 novembre 2003      | LINEAR           |
| (115977)             | 2003 WC56              | 20 novembre 2003      | LINEAR           |
| (115978)             | 2003 WQ56              | 21 novembre 2003      | LINEAR           |
| (115979)             | 2003 WX56              | 18 novembre 2003      | Spacewatch       |
| (115980)             | 2003 WH58              | 18 novembre 2003      | Spacewatch       |
| (115981)             | 2003 WT58              | 18 novembre 2003      | Spacewatch       |
| (115982)             | 2003 WE59              | 18 novembre 2003      | Spacewatch       |
| (115983)             | 2003 WJ59              | 18 novembre 2003      | Spacewatch       |
| (115984)             | 2003 WZ60              | 19 novembre 2003      | Spacewatch       |
| (115985)             | 2003 WE61              | 19 novembre 2003      | Spacewatch       |
| (115986)             | 2003 WT61              | 19 novembre 2003      | Spacewatch       |
| (115987)             | 2003 WA62              | 19 novembre 2003      | Spacewatch       |
| (115988)             | 2003 WQ62              | 19 novembre 2003      | Spacewatch       |
| (115989)             | 2003 WD63              | 19 novembre 2003      | Spacewatch       |
| (115990)             | 2003 WF64              | 19 novembre 2003      | Spacewatch       |
| (115991)             | 2003 WH64              | 19 novembre 2003      | Spacewatch       |
| (115992)             | 2003 WV65              | 19 novembre 2003      | Spacewatch       |
| (115993)             | 2003 WF67              | 19 novembre 2003      | Spacewatch       |
| (115994)             | 2003 WP68              | 19 novembre 2003      | Spacewatch       |
| (115995)             | 2003 WT69              | 19 novembre 2003      | Spacewatch       |
| (115996)             | 2003 WZ70              | 20 novembre 2003      | NEAT             |
| (115997)             | 2003 WP72              | 20 novembre 2003      | LINEAR           |
| (115998)             | 2003 WS72              | 20 novembre 2003      | LINEAR           |
| (115999)             | 2003 WD73              | 20 novembre 2003      | LINEAR           |
| (116000)             | 2003 WK73              | 20 novembre 2003      | LINEAR           |

## Sources
- (en) Base de données du Centre des planètes mineures